# کدو میلز (تگزاس)
کدو میلز، تگزاس(به انگلیسی: Caddo Mills, Texas) شهری در ایالت تگزاس از ایالات جنوبی ایالات متحده آمریکا است. در سرشماری سال ۲۰۰۰، جمعیت این شهر ۱۱۴۹ نفر اعلام شد.